# Savana
Savana je mešan gozdno travniški ekosistem z značilnimi drevesi, ki so dovolj na široko razporejena tako, da krošnja ne zapira prostora. Odprta krošnja omogoča dovolj svetlobe, da ta doseže tla in omogoča neprekinjen zelnat sloj sestavljen pretežno iz trav. 
Savane ohranjajo odprte krošnje kljub veliki gostoti dreves. Pogosto je prepričanje, da imajo savane široko razmaknjena, razpršena drevesa, vendar pa so v mnogih savanah drevesa gostejša in višja ter bolj enakomerno razporejena kot v gozdovih. Južnoameriške savane vrste cerrado sensu stricto in cerrado dense imajo običajno gosta drevesa, podobna ali višja od tistih v južnoameriških tropskih gozdovih, z razponom 800-3300 dreves / ha. Podobno ima gvinejska savana 129 dreves / ha, v primerjavi s 103 v obrežnem gozdu, medtem ko imajo vzhodno avstralski sclerofilni gozdovi povprečno drevesno gostote približno 100 na hektar. 
Za savane je značilna tudi sezonska razpoložljivosti vode, z večino padavin omejenih le na eno sezono; povezane so z več vrstami biomov, pogosto so v prehodni coni med gozdom in puščavo ali travniki. Savana pokriva približno 20% površine Zemlje.
Savane in stepe na zemlji so, poleg tropskega deževnega gozda, zelo pomembne kot ponori ogljika in s tem za svetovno podnebje. Približno ena tretjina antropogene emisije ogljikovega dioksida absorbirajo travnate površine. 

## Etimologija
Beseda je bila prvič zapisana v angleščini leta 1555  kot latinsko Zauana, kar ustreza takratnemu pravopisu za zavana. Peter Martyr je poročal o lokalnem imenu za ravnico okoli Comagre, dvora caciqueja Carlosa v današnji Panami. Opisi so nenatančni, vendar se običajno nanaša na današnji Kuna de Madugandi ali na točke na bližnji Guna Yala obali nasproti Ustupa ali na Point Mosquitos. Ta območja so zdaj bodisi namenjena sodobni obdelovalne zemlje ali džungli. 

## Razširjenost
Pred sredo 19. stoletja so bile opisane kot savane številne travnate pokrajine in mešane skupnosti dreves, grmičevja in trave, kjer se je uveljavil koncept savanskega podnebja. Köppnova podnebna klasifikacija je močno pod vplivom učinka temperatur in padavin na rast dreves, zato so njene poenostavljene predpostavke povzročile tropski savanski koncept, kar je imelo za posledico obliko "podnebnega vrhunca". Razhajanje je včasih povzročilo da so obsežne savane severno in južno od rek Kongo in Amazonke izločene iz kart savanske kategorije. 
Izraz barrens je bil uporabljen skoraj izmenično s savano v različnih delih Severne Amerike. Včasih so srednje zahodne savane opisane kot »travinje z drevesi«. Različni avtorji so opredelili spodnjo mejo savane s pokritostjo z drevesi med 5-10% in zgornjo mejo s pokritostjo med 25-80% območja. 
Dva dejavnika skupna vsem savanskim okoljem sta različne padavine iz leta v leto in suhi sezonski gozdni požari.

## Ekologija
Savane tropske Amerike obsegajo širokolistna drevesa, kot so Curatella americana, Byrsonima in Bowdichia, s travami, kot sta Leersia in Paspalum. Sorodnik fižola Prosopis je pogost v argentinskih savanah. V vzhodnoafriških savanah so pogosti rastlinski rodovi akacija, combretum, baobab, palma borasus in evforbija. V bolj suhih savanah rastejo bodičasti grmi in trave, kot so Andropogon, Hyparrhenia in Themeda. Bolj vlažne savane vključujejo drevesa Brachystegia in Pennisetum purpureum ter vrsto slonje trave. Zahodnoafriško savano sestavljajo Anogeissus, Combretum in strihninovec. Indijske savane so večinoma očiščene, v rezervatih pa so akacije, mimoze in čičimaki nad travno odejo, ki jo sestavljajo sehima in dikantij. Avstralska savana je bogata s sklerofilno zimzeleno vegetacijo, ki vključuje evkalipt, pa tudi akacije, bauhinije, pandane s travami, kot sta Heteropogon in kengurujeva trava (Themeda).
Živali v afriški savani na splošno vključujejo žirafe, slone, bivole, zebre, gnuje, povodne konje, nosoroge in antilope, kjer se za preživetje zanašajo na travo in/ali drevesno listje. V avstralski savani prevladujejo sesalci iz družine Macropodidae, kot so kenguruji in valabiji, čeprav so ljudje med drugim uvedli govedo, konje, kamele, osle in azijske vodne bivole.

## Savanske ekoregije
Savanske ekoregije so različnih vrst:
- Tropske savane so razvrščene s tropskimi in subtropskimi travniki in grmičevji kot biom tropskih in subtropskih travnikov, savan in makije. Za to vrsto so značilne afriške savane, vključno s Serengetijem, ki slovi po divjih živalih. V to kategorijo spada tudi brazilska savana (Cerrado), ki je znana po svoji eksotični in raznoliki flori. Drugi primeri vključujejo tropsko savano Kimberley, gozdove miombo v osrednjem Zambeziju, mozaik gvinejskih gozdov in savan, tropsko savano polotoka Cape York, grmišča in goščave somalske akacije–kommifore, savane in travišča Terai–Duar ter mozaik gozd–savana v porečju Viktorije.
- Subtropske in zmerne savane so savane na srednji zemljepisni širini z bolj vlažnimi poletji in bolj suhimi zimami. Uvrščamo jih skupaj z zmernimi savanami in grmičevji v biom zmernih travišč, savan in grmičevja, ki na primer pokrivajo večji del ravnin jugovzhodne Avstralije, severne Indije, južne Afrike, jugovzhodne Argentine in Urugvaja. Primeri subtropskih in zmernih savan vključujejo zmerno savano jugovzhodne Avstralije, argentinski Espinal, pampe, ravninski gozd Cumberlanda, mezopotamsko savano južnega stožca, travnati gozd poprove mete Nove Anglije in urugvajsko savano.
- Sredozemske savane so savane srednje zemljepisne širine v regijah s sredozemskim podnebjem, z blagimi, deževnimi zimami in vročimi, suhimi poletji, deloma sredozemskih gozdov, redkega gozda in bioma grmičevja. Hrastove savane v Kaliforniji, ki so del kalifornijske ekoregije chaparral in gozdovi, spadajo v to kategorijo, vključno z zmernimi travišči v Južni Avstraliji, kjer rastejo evkalipti. Deli bližnjevzhodnih step in vzhodnosredozemskih iglasto-sklerofilno-širokolistnih gozdov imajo lahko tudi pokrajine, podobne savani.
- Poplavljene savane so savane, ki so poplavljene sezonsko ali vse leto. S poplavljenimi savanami jih uvrščamo med poplavna travišča in biom savan, ki se večinoma pojavlja v tropih in subtropih. Primeri so Everglades, Mezopotamska močvirja, Pantanal, poplavljeno savano v delti Nila, poplavljeno savano ob Čadskem jezeru, poplavljena travišča v Zambeziju in Sud.
- Montanske savane so srednje do visokogorske savane, ki so na nekaj mestih po visokogorskih območjih sveta in so del bioma gorskih travišč in grmičevja. Savana Bogotá, ki je na povprečni nadmorski višini 2550 metrov na Altiplano Cundiboyacense, vzhodnih gorskih pogorjih Andov, je primer montanske savane.[9] Savane v ekoregiji savan in gozdov Angolske škarpe so nižji primer nadmorske višine, do 1000 metrov.[10] Drugi primeri so Gorski gozdovi Hadžar in južni del vzhodne anatolske montanske stepe.